# Vip music club LP
vip music club LP (skraćeno: vmc) glazbena je TV emisija koja se od 14. svibnja 2009. prikazuje na HRT-u 2. Glavni sponzor vmc-a je tvrtka Vipnet (Vip), po kojoj je emisija dobila ime. Emisija prikazuje spotove vodećih pjesama na top-ljestvicama, i uz to ima svoje dvije top-ljestvice, hrvatsku i stranu. Emisiju često nazivaju "Hit Depo Nove Generacije", po uzoru na sličnu bivšu emisiju "Hit Depo", koju je vodio Hamed Bangoura.
vmc se dijeli na dnevne emisije (najčešće zvane samo "vip music club"), koje se emitiraju od ponedjeljka do petka u 19:30, i na tjedne emisije zvane "vip music club LongPlay (LP)", koje se emitiraju svaki četvrtak od 23:00 do 1:00. Voditelji dnevnih emisija su Tamara Loos i Martina Parlov, a tjedne emisije zajedno vode Ida Prester i Ivan Vukušić.
Emisija svaki tjedan prikazuje "izvođača tjedna", izabranog prema željama gledatelja. Sastav U2 je jedini izvođač dosad koji je to bio dva tjedna, i to uoči njihovog koncerta u Zagrebu. Uz to, gledatelji mogu slati SMS-ove i pozdrave koje se objave u emisiji, kao i SMS kviz, u kojem se dobivaju ulaznice za određene koncerte ili glazbeni albumi.

## Vanjske poveznice
- Vip Music Club LP Channel, YouTube.com